# Giovanni Cristoforo Battelli
Giovanni Cristoforo Battelli (Sassocorvaro, 2 marzo 1658 – Roma, 30 luglio 1725) è stato un arcivescovo cattolico e letterato italiano antispinozista.

## Vita
Laureato in utroque iure nel 1678, stimato dal cardinale Carlo Barberini ne divenne segretario dal 1686 al 1701. L'alto prelato gli fece ottenere un benefizio nella basilica di S.Pietro. Battelli divenne sacerdote nel 1691.
Esperto della classicità antica e letterato fece parte dell'Accademia dell'Arcadia con il nome di Arisostene Parorio.
Apprezzato da papa Clemente XI ne divenne cameriere segreto e bibliotecario. Fu nominato canonico di Santa Maria Maggiore in Roma e legato papale (1703) con Orazio Albani presso l'abbazia di Casamari.
Anche dopo la morte del cardinale Barberini (1704), suo primo protettore, continuò ad essere favorito dal papa che gli concesse la rocca di Sassocorvaro come feudo (1708), per lui e per i suoi famigliari fino alla terza generazione.
Fu quindi nominato segretario dei Brevi ai principi (1711), referendario di ambedue le Segnature (1712) e arcivescovo titolare  di Amasea, in partibus infidelium (1716).
Alla morte di papa Clemente XI, Battelli perse, con il nuovo papa Innocenzo XIII, l'ufficio di segretario dei Brevi ai principi. Morì a Roma il 30 luglio 1725 e la sua salma venne inumata nella basilica di Santa Maria Maggiore.

## Opere

### Scritti antiquari
- Expositio aurei numismatis Heracliani ex museo sanctiss. dom. n. Clementis XI, Romae 1702 (su un aureo di Eraclio, del 610 d. C. circa.
- De sarcophago marmoreo Probi Anicii et Probae Faltoniae in templo Vaticano..., Romae 1705, (sul famoso sarcofago di Probo).

### Opere liturgiche
- Ritus annuae ablutionis altaris maioris sacrosanctae basilicae Vaticanae in die coenae Domini..., Roma,1702.
- Sacrae imagines inserendae officiis propriis ss. ad usum cleri sac. patriarch. bas. Liberianae S. M. maior., Romae, 1715.
- Brevis enarratio sacrorum rituum servatorum in aperiendo et claudendo portam sanctam patriarchalis basilicae Liberianae S. Mariae maioris..., Romae, 1726: (composta in occasione dell'anno santo del 1725, lasciata incompiuta).
- Oratio de laudibus sancti Pii V..., Romae 1712 (pubblicata in occasione delle solenni celebrazioni della proclamazione di un nuovo santo in S. Maria Maggiore ad opera di Clemente XI il 2 ott. 1712).
- Vita (anonima) di papa Clemente XI che precede il Clementis Undecimi pont. max. bullarium, Romae, 1723.

## Genealogia episcopale
La genealogia episcopale è:
- Cardinale Scipione Rebiba
- Cardinale Giulio Antonio Santori
- Cardinale Girolamo Bernerio, O.P.
- Arcivescovo Galeazzo Sanvitale
- Cardinale Ludovico Ludovisi
- Cardinale Luigi Caetani
- Cardinale Ulderico Carpegna
- Cardinale Paluzzo Paluzzi Altieri degli Albertoni
- Cardinale Gaspare Carpegna
- Cardinale Fabrizio Paolucci
- Arcivescovo Giovanni Cristoforo Battelli